# Edward Ridge
Edward Ridge ist ein sanft ansteigender und verschneiter Gebirgskamm im ostantarktischen Enderbyland. Er ragt 21 km nordwestlich des Rayner Peak auf.
Luftaufnahmen, die 1959 im Zuge der Australian National Antarctic Research Expeditions (ANARE) entstanden, dienten seiner Kartierung. Das Antarctic Names Committee of Australia benannte ihn nach Edward Nash, Flugzeugmechaniker während der unter der Leitung des australischen Polarforschers Phillip Law im Jahr 1965 durchgeführten ANARE-Kampagne.